# Ministère de l'Environnement (Chili)
Pour les articles homonymes, voir Ministère de l'Environnement.
Le ministère de l'Environnement (Ministerio del Medio Ambiente) est un ministère du Chili responsable de la conception et de l'application de la politique, des plans et programmes en matière d'environnement. Il est notamment chargé de la protection et de la conservation de la biodiversité, des ressources naturelles renouvelables et du développement durable.
Ce ministère a été créé en janvier 2010 pour remplacer la Commission nationale de l'Environnement (Comisión Nacional del Medio Ambiente) ou CONAMA. Le nouveau ministère est devenu opérationnel le 1er octobre 2010.
La ministre de l'Environnement actuellement en fonction est Maisa Rojas.

## Liste des ministres de l'Environnement
| Ministre | Ministre                      | Début de mandat  | Fin de mandat    | Parti politique | Présidence | Présidence        |
| -------- | ----------------------------- | ---------------- | ---------------- | --------------- | ---------- | ----------------- |
|          | María Ignacia Benítez Pereira | 1er octobre 2010 | 11 mars 2014     | UDI             |            | Sebastián Piñera  |
|          | Pablo Badenier Martínez       | 11 mars 2014     | 20 mars 2017     | PDC             |            | Michelle Bachelet |
|          | Marcelo Mena                  | 20 mars 2017     | 11 mars 2018     | Ind.            |            | Michelle Bachelet |
|          | Marcela Cubillos              | 11 mars 2018     | 9 août 2018      | UDI             |            | Sebastián Piñera  |
|          | Carolina Schmidt              | 9 août 2018      | 22 novembre 2021 | Ind.            |            | Sebastián Piñera  |
|          | Javier Naranjo Solano         | 22 novembre 2021 | 11 mars 2022     | Ind.            |            | Sebastián Piñera  |
|          | Maisa Rojas                   | 11 mars 2022     | en cours         | Ind.            |            | Gabriel Boric     |